# SV Водолея
SV Водолея (лат. SV Aquarii), HD 220292 — одиночная переменная звезда в созвездии Водолея на расстоянии приблизительно 1267 световых лет (около 389 парсеков) от Солнца. Видимая звёздная величина звезды — от +11,06m до +9,44m.

## Характеристики
SV Водолея — красный гигант, пульсирующая медленная неправильная переменная звезда (LB) спектрального класса M4-5 или M7(III). Эффективная температура — около 3296 К.